# 유해 폐기물
유해 폐기물(有害廢棄物)은 방사성 폐기물 및 감염성 폐기물을 제외한 고형물, 슬러지, 액상폐액, 용기에 담긴 폐가스들로, 화학적인 반응성, 독성, 폭발성, 부식성, 그 밖의 특성으로 인해, 단독으로 혹은 다른 폐기물과 혼합되었을 때 인간의 건강이나 환경에 위해를 야기시키거나, 야기시킬 수 있는 폐기물을 말한다. 국가에 따라 방사성 폐기물과 감염성 폐기물, 대기와 물로 직접 방출되는 유해 물질은 관련 법규에 따라 분리되어 관리되기도 한다. 또한, 폐기물이 발생된 현장에서 관리되는가의 여부에 따라 현장 폐기물과 현장외 폐기물로 분류하는 경우도 있다.

## 역사
1968년, 세계적으로 절연유로 사용되던 PCBs(폴리염화 바이페닐))이 일본의 카네미 지방에서 카네미유 증 사건을 일으키고 미국에서는 1970년 경 나이아가라 주변에서 후커사의 화학폐기물 매립으로 러브커널 사건이 발생하여 폐기물의 유해성과 처리에 대해 논란이 들끓어 국가적 차원에서 조사를 하는 도중에 처음 사용되었고, 폐기물의 문제가 심각한 사회문제로 대두되자, 1980년 미국에서는 슈퍼펀드법(Comprehensive Environmental Response Compensation and Liability Act)을 발표, 처음으로 유해폐기물에 대한 법적인 정의가 내려졌으며, 초기 정의는 고형폐기물법에서 유래되었다. 1980년대, 심각한 사회문제가 된 유해폐기물은 강력한 규제와 법규 아래 관리되었으며, 1991년 82억 달러에 달하는 환경시장의 50%는 유해폐기물의 처리에 사용되었다.

## 사건

### 세계
- 1956년 일본 미나마타현의 미나마타병
- 1962년 DDT 사용의 유해성을 고발한 미국 해양생물학자 레이철 카슨(Rachel Louise Carson)의 침묵의 봄발간
- 1968년 일본 카네미 지방의 카네미유 증 사건
- 1970년 중반 미국 나이아가라 지역 러브커널(love cannal) 사건
- 1980년 미국 슈퍼펀드법 제정

### 대한민국
- 1985년 온산병
- 1991년 낙동강 페놀 오염 사건
- 2012년 구미 불산가스 누출 사고

## 같이 보기
- 독성 폐기물
- 환경 인종차별
- 오염
- 재활용